# Mirna (rivière)

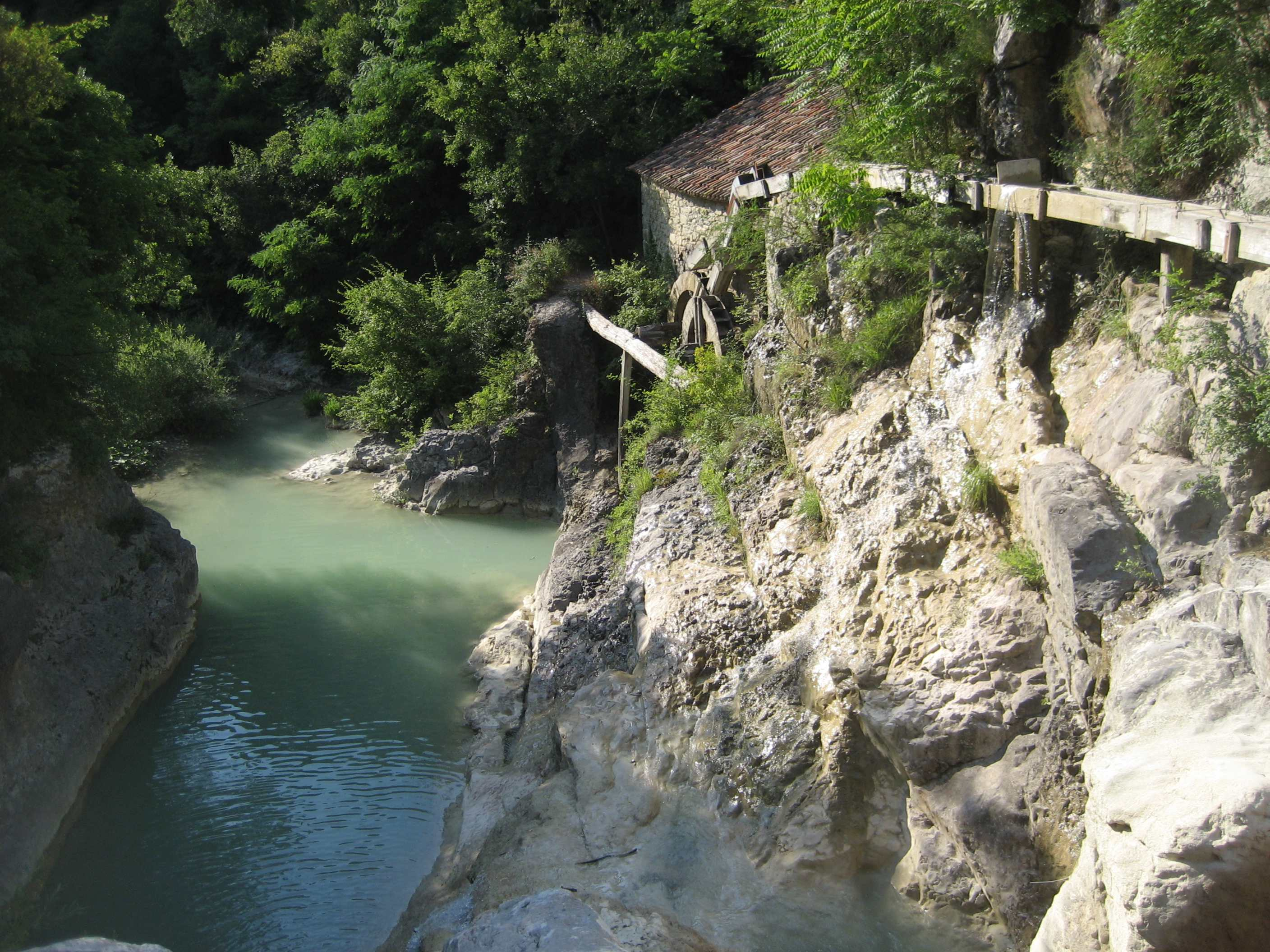
La rivière Mirna

Le Mirna (en italien : Quieto) est une rivière d'Istrie, en Croatie. Dans l'Antiquité, on l'appelait Aquilis. C'est le fleuve le plus long et le plus riche d'Istrie, avec ses 53 km2 de long et ayant un bassin couvrant une superficie de 458 km2. Il prend sa source près de Buzet, passe par Motovun et se jette dans la mer Adriatique à Antenal, près de Novigrad.